# Zierenberg
Zierenberg este un oraș din landul Hessa, Germania.
1. ↑   https://de.wikipedia.org/wiki/Zierenberg, accesat în 8 decembrie 2021 Lipsește sau este vid: |title= (ajutor)
2. ↑  Alle politisch selbständigen Gemeinden mit ausgewählten Merkmalen am 31.12.2018 (4. Quartal) (în germană), Statistisches Bundesamt[*], arhivat din original la 10 martie 2019, accesat în 10 martie 2019